# Вітебськ (аеропорт)
Аеропорт Вітебськ (Східний) — міжнародний (з 1996 року) аеропорт міста Вітебськ.
Розвиток авіації у Вітебську почався в 1932 році, коли тут був побудований перший аеродром з штучної ЗПС. В кінці 1940-х — початку 1950-х років аеродром військового перетворився в цивільний аеропорт і посів значне місце в розвитку цивільної авіації Білорусі. Через швидкий розвиток міста Вітебська і зростання житлового будівництва, було прийнято рішення про винесення аеропорту за межі міста. З 1978 року почав функціонувати нинішній аеропорт, що знаходиться в 10 км від міста.
В даний час Аеропорт «Вітебськ» є філією державного підприємства «Білаеронавігація» і здійснює авіаційну і непрофільну діяльність за такими напрямами:
- внутрішньореспубликанські регулярні авіаперевезення;
- чартерні внутриреспубликанские та міжнародні пасажирські та вантажні авіаперевезення;
- обслуговування гостей та учасників міжнародного фестивалю мистецтв «Слов'янський базар»;
- виконання непрофільних видів послуг (зберігання та перевезення ПММ, надання автотранспорту, митне зберігання та інше).

Аеропорт має пропускну здатність до 150 пасажирів на годину, VIP зал та всі необхідні структури для пасажирів, багажу та вантажів.
У 2014 році аеропорт відновив пасажирські перевезення чартерними рейсами Вітебськ — Анталья. Всього програма польотів включає 22 рейси у період з 1 червня по 19 вересня.
З 9 червня по 8 вересня 2017 року в літньому розкладі авіакомпанії «Бєлавіа» заявлений регулярний рейс Вітебськ — Калінінград з частотою два рази на тиждень.

## Прийняті типиВС
Ан-12, Ан-24, Ан-26, Іл-76, Ту-134, Ту-154, Як-40, Як-42, Airbus A310, ATR 42, ATR 72, Boeing 737-500(-800), Boeing 757-200 та ін. типи ВС 3-4 класу, вертольоти всіх типів. Максимальна злітна вага повітряного судна 190 тонн. Класифікаційне число ЗПС (PCN) 24/R/B/W/T.

## Авіакомпанії і напрямки
| Авіакомпанія | Пункт призначення                                                   |
| ------------ | ------------------------------------------------------------------- |
| Белавіа      | Сезоні: Калінінград (з 9.VI по 8.IX.2017) Чартерні: Анталія, Бургас |